# Knut Stockhusen
Knut Stockhusen (* 1974 in Waiblingen, Deutschland) ist ein deutscher Ingenieur und aktuell Partner und Geschäftsführer bei schlaich bergermann partner in Stuttgart.

## Leben
Das Studium des Bauingenieurwesens begann er 1994 an der Universität Stuttgart, mit Vertiefung in Entwerfen, Tragwerksplanung und Materialwissenschaften. Er schloss das Studium 1998 als Diplom-Ingenieur ab. 1999 erhielt er die Auszeichnung bester Abschluss durch die Universität Stuttgart und die Arthur Fischer Stiftung. Im gleichen Jahr war er als Ingenieur bei Leonhardt Andrä and Partner, Beratende Ingenieure, Brücken-Abteilung, in Stuttgart tätig. Knut Stockhusen arbeitet seit 2000 bei schlaich bergermann partner und ist seit 2015 Partner und Geschäftsführer.
Außerdem ist er seit 2009 Geschäftsführer von sbp do brasil, Beratende Ingenieure im Bauwesen, São Paulo, Brasilien.

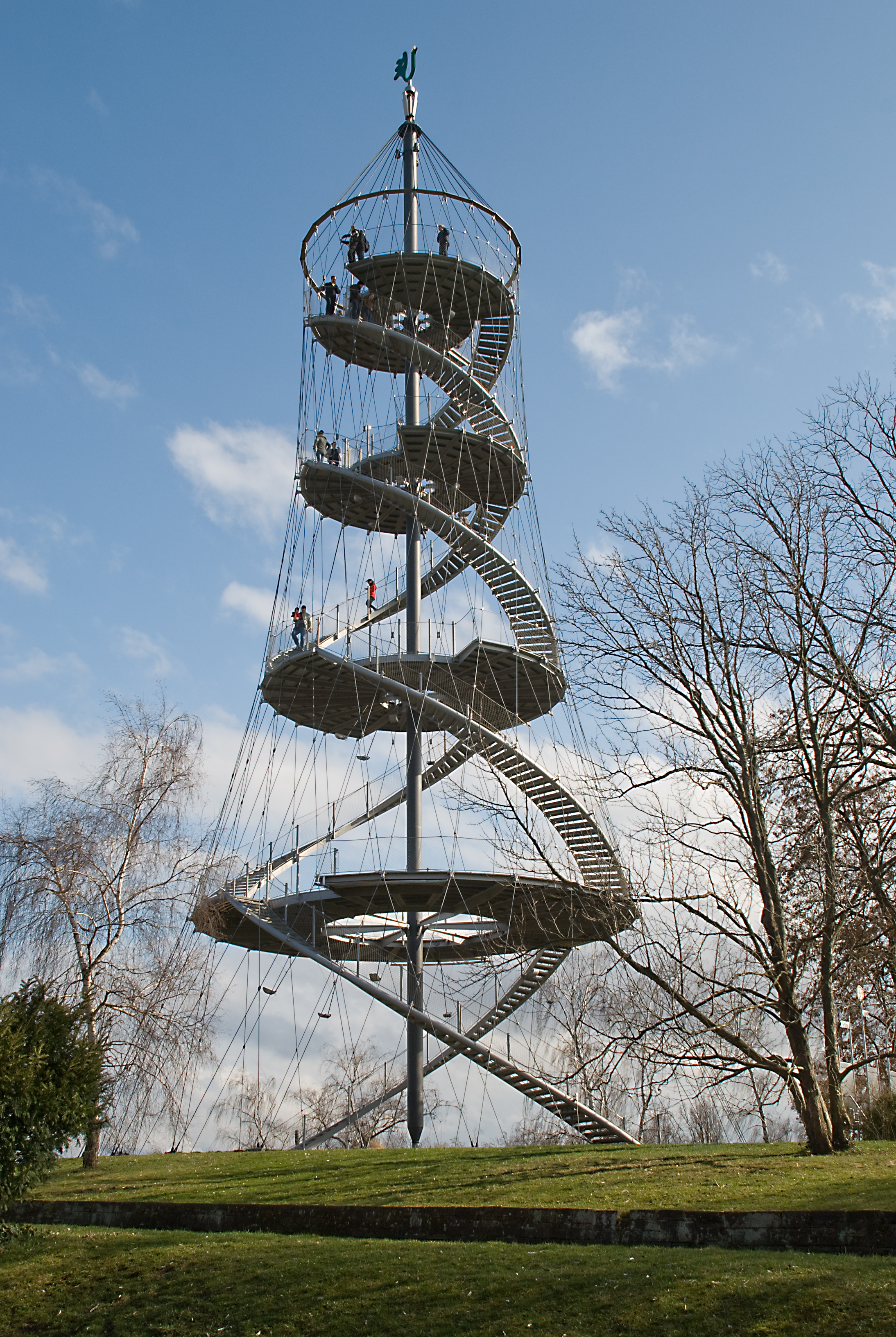
Killesbergturm

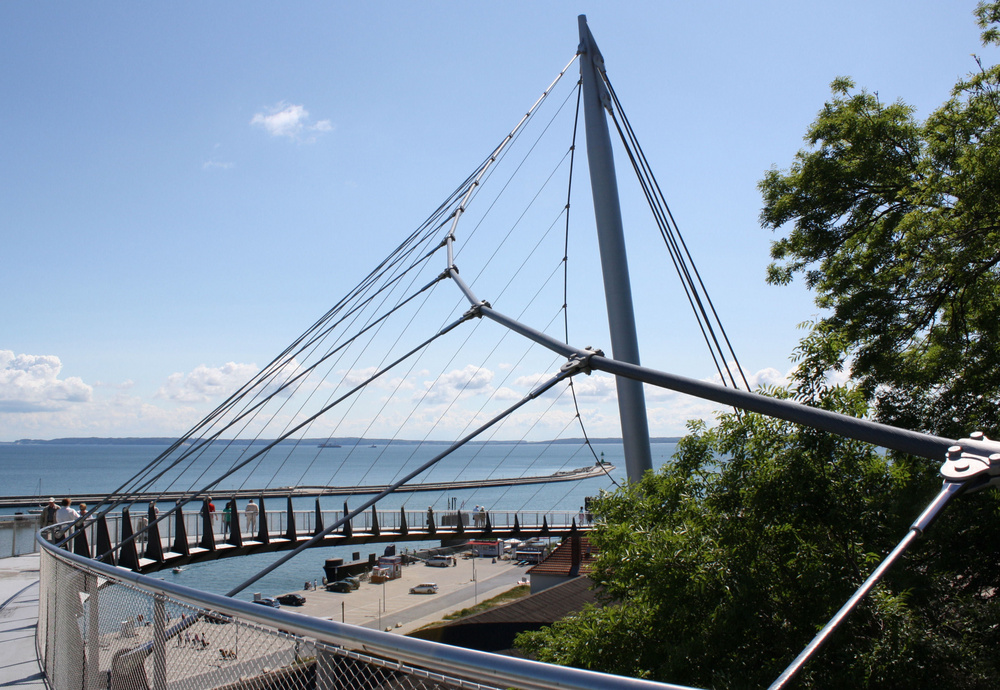
Fußgängerbrücke in Sassnitz

## Ausgewählte Projekte
Knut Stockhusen war am Entwurf, an der Planung und Tragwerksplanung folgender Projekte beteiligt:
Häuser
- Glasskulptur Oper Chongqing in China
- Nationale Tropische Botanische Bibliothek Hawaii
- Flughafen Stuttgart Terminal 3

Türme
- Dalian Twin Towers und Dalian Commodity Plaza Byside Buildings in China
- Aussichtsturm Killesbergturm auf dem Killesberg in Stuttgart.

Dächer und Fassaden
- Membrandächer für Sportanlagen in Spanien, Brasilien, Südafrika, Polen, Deutschland, Indien, Dubai und Katar, für Haltestellen in Brasilien
- Glasdach für Petrobras – UOBS in São Paulo
- Fassade Flughafen Málaga in Spanien.

Brücken
- Fußgängerbrücke in Sassnitz
- Donaubrücke Linz in Österreich
- Yamuna-Brücke in Neu-Delhi
- Second Vivekananda-Brücke in Kalkutta, Indien

## Auszeichnungen

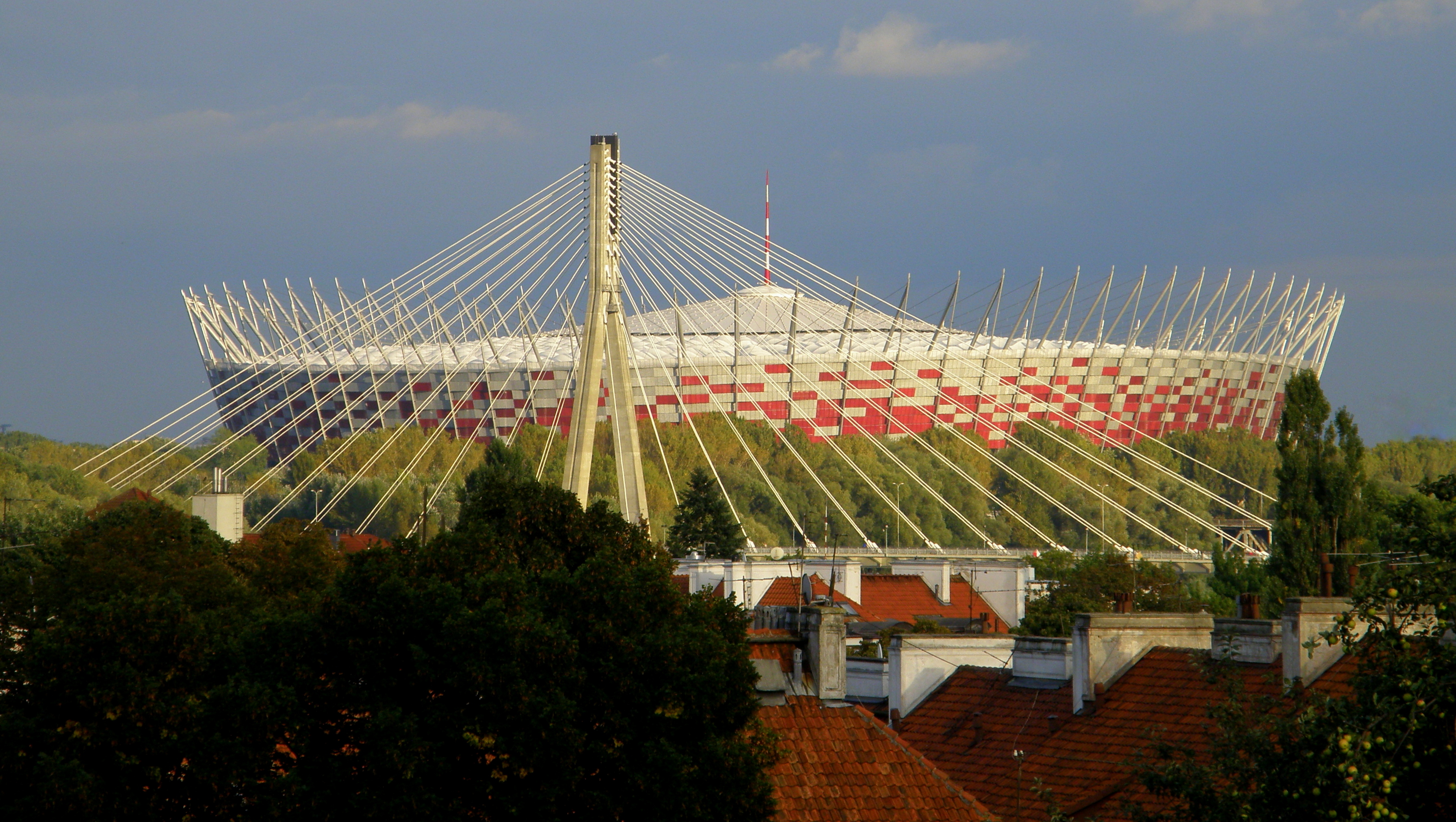
Nationalstadion Warschau

- 2015: ECCS European Steel Design Awards, Arena da Amazônia, Brasilien
- 2015: Ingenieurpreis des Deutschen Stahlbaues, Kategorie Hochbau, Auszeichnung: Maracanã (Estádio Jornalista Mário Filho), Rio de Janeiro, Brasilien
- 2013: IOC/IAKS Award, Kategorie Major Outdoor Stadiums, Bronze: Nationalstadion Warschau, Polen
- 2013: Ingenieurpreis des Deutschen Stahlbaues, Kategorie Hochbau, Auszeichnung: Nationalstadion Warschau, Polen
- 2012: 13. Ingenieurbau-Preis: Nationalstadion Warschau, Polen
- 2012 Award of Excellence Tensile Structures: Nationalstadion Warschau, Polen
- 2012: World Stadium Awards, The best multifunctional stadium design: Nationalstadion Warschau, Polen
- 2012: World Stadium Awards, Most innovative use of technology in stadium design: Nationalstadion Warschau, Polen

## Veröffentlichungen (Auswahl)
Knut Stockhausen hat zahlreiche Beiträge für Fachzeitschriften, insbesondere für Stahlbau geschrieben.
- Stockhusen, Knut (2010) Balkon zum Meer – Die Seebrücke in Saßnitz in "Stahlbau", Oktober 2010, n. 10 v. 79; S. 747–753
- Stockhusen, Knut (2012) Polnisches Nationalstadion in Warschau in "Stahlbau", Juni 2012, n. 6 v. 81; S. 440–446
- Stockhusen, Knut (2012) Stadien für die FIFA Fußball-Weltmeisterschaft 2014 in Brasilien in "Bautechnik", Oktober 2012, n. 10 v. 89; S. 712–718
- Stockhusen, Knut (2012) Polnisches Nationalstadion: Fußballtempel auf Trümmern in "UnternehmerBrief Bauwirtschaft", August 2012, n. 8 v. 35; S. 3–10
- Stockhusen, Knut (2014) Die Olympischen Spiele in Rio de Janeiro 2016 – Permanente und temporäre Sportanlagen für die Tennis- und Schwimmwettbewerbe in "Stahlbau", Juni 2014, n. 6 v. 83; S. 390–393